# Октябрьское сельское поселение (Владимирская область)
Октя́брьское сельское поселение — муниципальное образование в составе Вязниковского муниципального района Владимирской области.
Административный центр — посёлок Октябрьский.

## Географическое положение
Октябрьское сельское поселение расположено в центральной части Вязниковского района.
Граничит:
- на севере — с муниципальным образованием «Посёлок Мстёра»
- на западе — со Стёпанцевским сельским поселением
- на юге — с муниципальным образованием «Посёлок Никологоры»
- на востоке — с Паустовским сельским поселением

По территории поселения проходит железная дорога: Ковров — Нижний Новгород с железнодорожной станцией Сеньково.
По северной границе муниципального образования проходит автомобильная трасса М7 «Волга».

## История
Октябрьское сельское поселение образовано 16 мая 2005 года в соответствии с Закон Владимирской области № 62-ОЗ. В его состав вошли территории бывших сельских округов: Большевысоковского, Лукновского и посёлка Октябрьский.

## Население
| 2010  | 2011  | 2012  | 2013  | 2014  | 2015  | 2016  | 2017  | 2018  |
| ----- | ----- | ----- | ----- | ----- | ----- | ----- | ----- | ----- |
| 6338  | ↘6288 | ↘6173 | ↘6051 | ↘5900 | ↘5743 | ↘5635 | ↘5580 | ↘5431 |
| 2019  | 2020  | 2021  |       |       |       |       |       |       |
| ↘5331 | ↘5248 | ↗5714 |       |       |       |       |       |       |

## Состав сельского поселения
| №  | Населённый пункт | Тип населённого пункта          | Население |
| -- | ---------------- | ------------------------------- | --------- |
| 1  | Агафоново        | деревня                         | ↗20       |
| 2  | Беляиха          | деревня                         | ↘3        |
| 3  | Большевысоково   | деревня                         | ↘220      |
| 4  | Большой Холм     | деревня                         | ↗72       |
| 5  | Бродники         | деревня                         | ↗16       |
| 6  | Васькино         | деревня                         | →0        |
| 7  | Дудкино          | деревня                         | ↗20       |
| 8  | Жарцы            | деревня                         | ↗22       |
| 9  | Зобищи           | деревня                         | ↘22       |
| 10 | Игуменцево       | деревня                         | ↘10       |
| 11 | Каликино         | деревня                         | ↘4        |
| 12 | Кика             | деревня                         | ↗37       |
| 13 | Коршуниха        | деревня                         | ↗10       |
| 14 | Крутые Горки     | деревня                         | →0        |
| 15 | Лукново          | посёлок                         | ↘2189     |
| 16 | Малое Высоково   | деревня                         | ↘3        |
| 17 | Малый Холм       | деревня                         | ↘7        |
| 18 | Меркутино        | деревня                         | ↘5        |
| 19 | Нагуево          | деревня                         | ↘0        |
| 20 | Наместово        | деревня                         | ↗19       |
| 21 | Октябрьский      | посёлок, административный центр | ↘1885     |
| 22 | Першино          | деревня                         | →0        |
| 23 | Пивоварово       | деревня                         | ↘113      |
| 24 | Поздняково       | деревня                         | ↘119      |
| 25 | Пономарёво       | деревня                         | ↗16       |
| 26 | Пролетарский     | посёлок                         | ↘9        |
| 27 | Седельниково     | деревня                         | ↗15       |
| 28 | Сеньково         | посёлок                         | ↘76       |
| 29 | Серково          | деревня                         | ↘762      |
| 30 | Сизово           | деревня                         | ↗4        |
| 31 | Старыгино        | деревня                         | ↘36       |

## Экономика
Основные производственные образования:
- Октябрьская прядильная фабрика
- Лукновская льнопрядильная фабрика;
- Предприятие «Промватин-С»

Основные сельскохозяйственные предприятия:
- ПК «Спартак» (зерно)

Банковские услуги предоставляют отделения Сбербанка во всех крупных поселениях.